# Estimulación del nervio vago

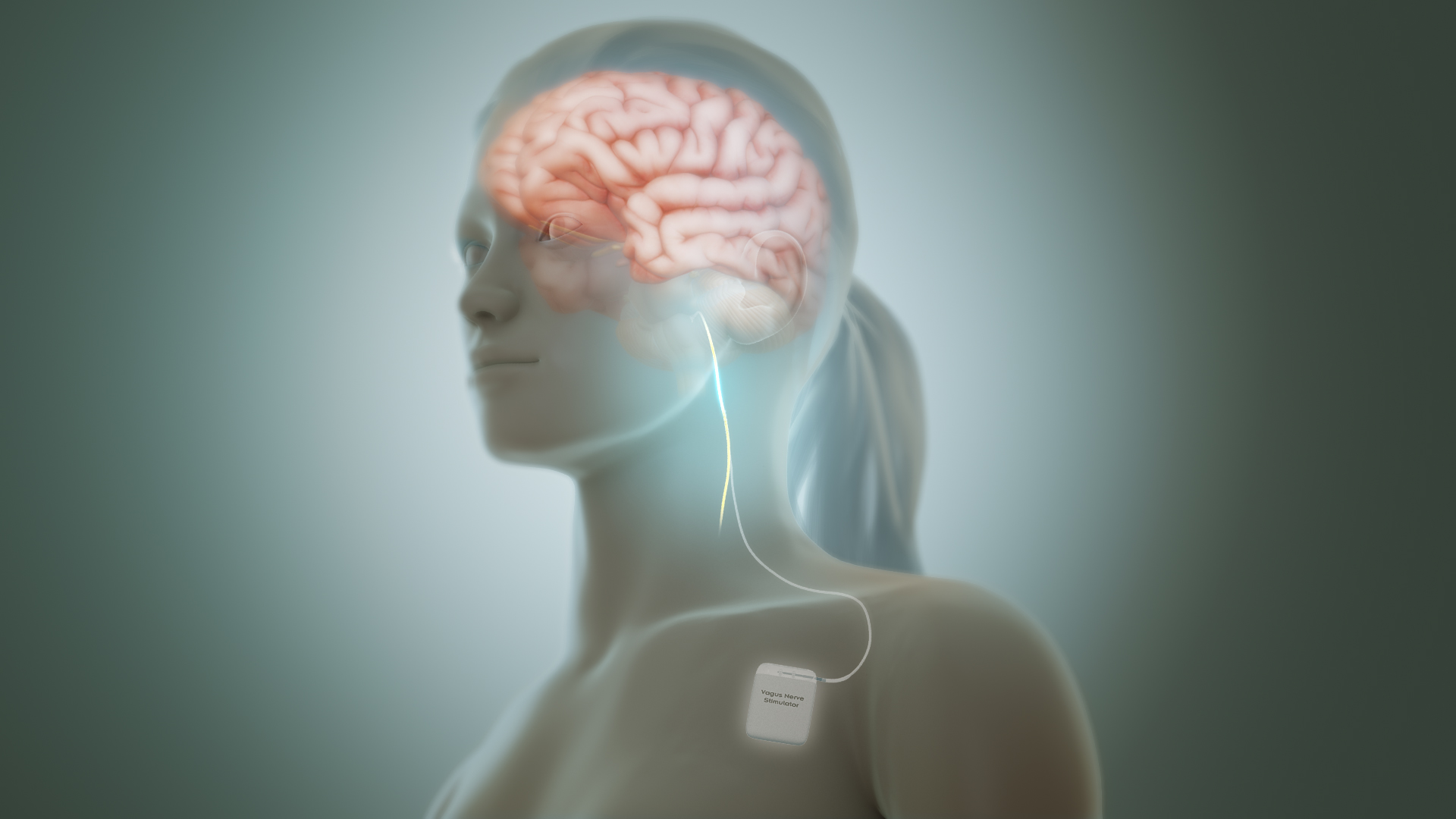
Estimulación del nervio vago.

La estimulación del nervio vago (ENV) es una técnica para activar las neuronas del cerebro a través de la estimulación de las fibras aferentes del nervio vago izquierdo mediante impulsos eléctricos de un pequeño generador implantado en el tórax superior. El nervio vago, o neumogástrico, es el décimo de los doce pares craneales. Nace del bulbo raquídeo e inerva la faringe, la laringe, la tráquea, el esófago, los bronquios, el corazón, el estómago, el páncreas, el hígado y otras.
Actualmente, la ENV es una técnica aprobada por la Administración de Alimentos y Medicamentos de los Estados Unidos para el tratamiento de la epilepsia y la depresión en pacientes mayores de 12 años.
Esta técnica fue introducida en la década de 1990 para tratar la epilepsia, y se encuentra clínicamente disponible y puede ser beneficiosa en la depresión severa que es resistente a la farmacoterapia. Así mismo, otros resultados sugieren que el empleo de la ENV crónica produce mejoras clínicas y cognitivas sostenidas en pacientes con depresión refractaria. En un estudio se notó que con el tratamiento algunas funciones mentales mejoran tras un mes de iniciada la terapia con ENV. Se ha propuesto que la estimulación del nervio vago puede ser una terapia adyuvante para pacientes con depresión refractaria con deterioro cognitivo.
Hoy día se está explorando la ENV como tratamiento para una variedad de otros trastornos inflamatorios autoinmunes y crónicos debido a sus propiedades antiinflamatorias demostradas.
En un estudio se probó la hipótesis de que la combinación de la estimulación repetida del nervio vago con los movimientos de las porciones superiores de las extremidades anteriores mejoraría la recuperación de la función motora en un modelo de accidente cerebrovascular en ratas. Los resultados del estudio demostraron que la estimulación del nervio vago de manera repetida, emparejada con movimientos de la extremidad anterior, puede mejorar la recuperación después de la isquemia de la corteza motora y puede ser una opción viable para la rehabilitación de pacientes que sufren de apoplejía.
Además de los riesgos de la cirugía de implantación, los efectos secundarios más comunes son los cambios vocales y la ronquera.